# Kleinwalsertal

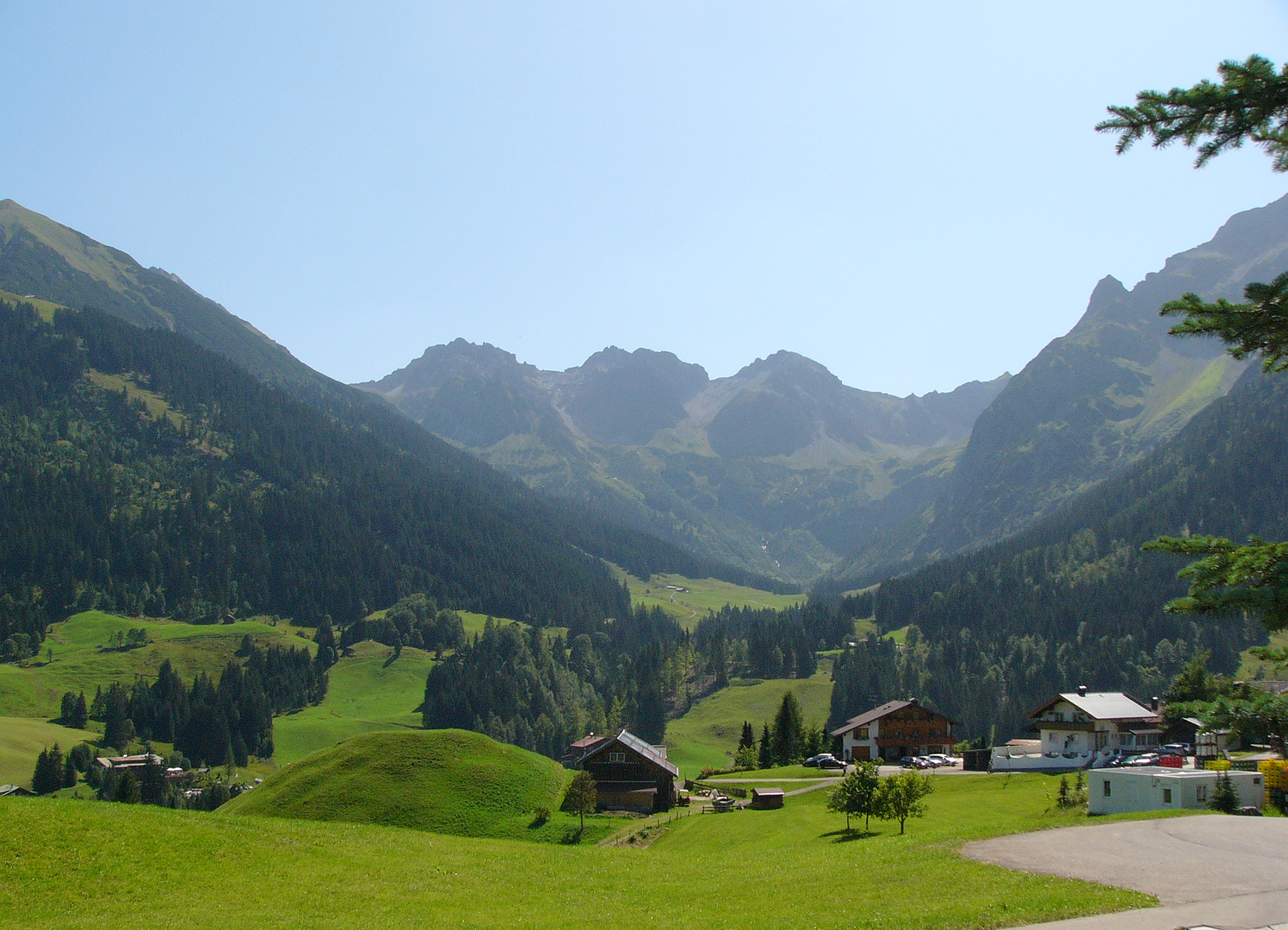
Kleinwalsertal

Kleinwalsertal (Valle de los Walser) se encuentra en los Alpes y pertenece a la provincia austriaca de Vorarlberg. El valle está situado en el municipio de Mittelberg y forma parte del distrito de Bregenz.
El nombre del valle proviene de los Walser que se mudaron desde el ahora Cantón del Valais (en Suiza) al valle Kleinwalsertal en el siglo XIII. Como el valle está muy cerca del pueblo Oberstdorf en Alemania cuenta a veces como una región de Algovia. En Europa, el valle es famoso como un complejo de esquí y senderismo. Los 5000 habitantes, que se llaman Walser, ofrecen 10300 camas para los turistas.

## Geografía

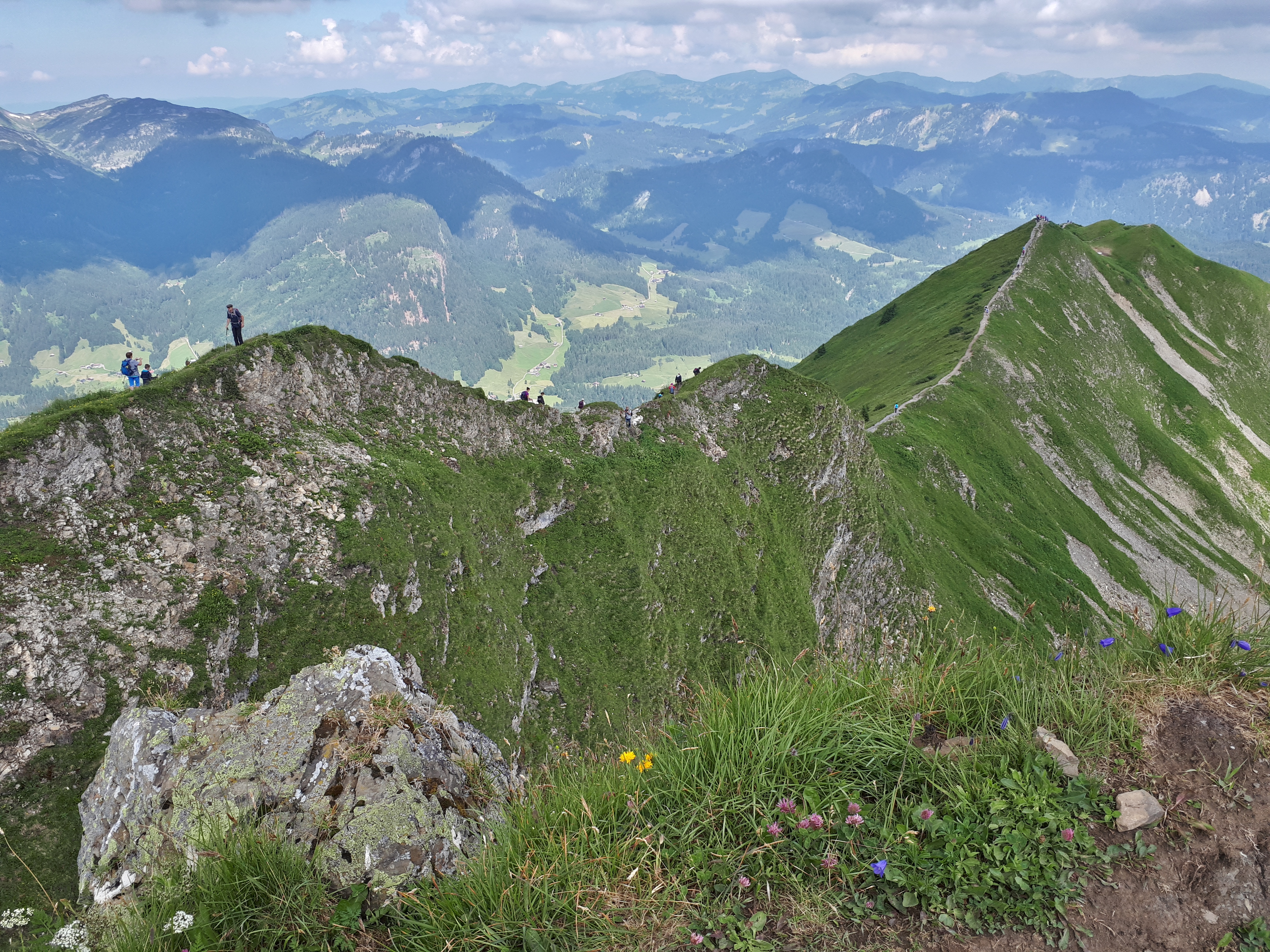
Kammweg

Kleinwalsertal es un valle elevado en el este de Vorarlberg. Está rodeada por los montes Walsertal, al noroeste y al sureste, que limitan con los Alpes de Allgäu y Lechtal al este y al sureste, el Tannberg al sur y el Bregenzerwald al oeste. Las estribaciones alpinas se abren hacia el norte. El río Breitach atraviesa todo el valle y es alimentado por varios arroyos laterales que se originan en los valles laterales del valle de Kleinwalsertal.
El Kleinwalsertal está casi completamente rodeado de altas montañas. Aíslan a Kleinwalsertal del resto de Austria. Su mayor elevación es el Großer Widderstein (2536 m). Sólo hay una conexión de transporte con Oberstdorf (enclave) en el lado bávaro. Esta especial posición geográfica ha dado lugar a una serie de características especiales.
Otras montañas son el Elferkopf (2387 m), el Hohe Ifen (2230 m), el Kanzelwand (2058 m), el Fellhorn (2038 m) y el Walmendinger Horn (1990 m).
La principal divisoria de aguas europea entre el Rin/Mar del Norte y el Danubio/Mar Negro pasa por la meseta de Gottesacker y el Hohe Ifen hasta el Gerachsattel y el paso de Hochalp, cerca del Widderstein.

## Economía y Turismo

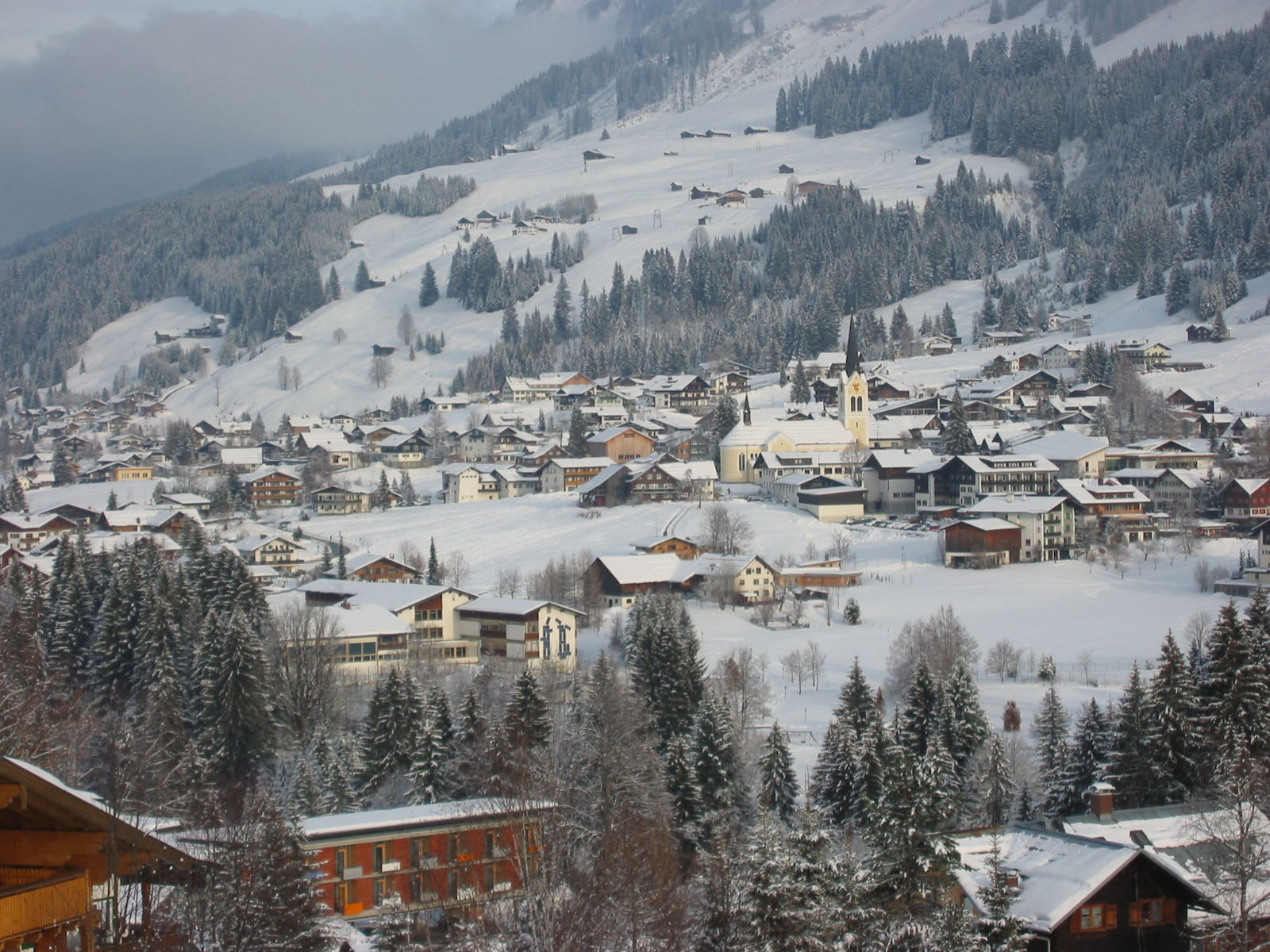
Vistas a la Ciudad de Riezlern

El sector económico más importante durante siglos fue la agricultura, que actualmente ya no tiene tanta importancia. Ahora el turismo es el sector económico más importante del valle. El turismo de verano es igual importante como el turismo de invierno. En 1960, el número de pernoctaciones llegó a un millón por primera vez. En 2001/02 hubo un total de 1 678 180 pernoctaciones con una capacidad de 12 000 camas.
El valle ofrece para hacer excursiones. La selección de senderos fáciles y senderos moderadamente difíciles es bastante amplia y bien señalizada.
La buena conexión de transporte hacia el norte al sur de Alemania también ayudó a impulsar el turismo. Para la ruta Stuttgart-Kleinwalsertal se necesita unas dos horas y media.

### Deportes de invierno y verano
El esquí es, en cierto modo, el pilar del turismo de invierno en el Kleinwalsertal, pero el esquí de travesía y las simples caminatas de invierno también son importantes.
El primer ferrocarril de montaña del valle, el Kanzelwandbahn, se completó en 1955 en Riezlern. El ferrocarril fue renovado en 1989 (6ZUB) y transportó la gente a 1 957 m sobre el nivel del mar.
La zona de esquí Kanzelwand / Fellhorn tiene múltiples instalaciones para la práctica del esquí. Toda la estación de ofrece más de 25 kilómetros de pistas preparadas.
En verano, los turistas suelen practicar senderismo y senderismo de montaña. En la frontera con el municipio vecino de Oberstdorf, también hay dos vías ferratas muy populares (Mindelheimer vía ferrata y zwei Länder vía ferrata).

## Cultura
La Literaturfest Kleinwalsertal es un festival literario que tiene lugar en el valle de Kleinwalsertal. Este festival propone lecturas y eventos en lugares poco comunes del valle, ya sea en un lugar especial, como una piscina, o itinerante con lecturas realizadas a pie o en autobús.

## Paraíso fiscal
Debido al estricto secreto bancario de Austria, el valle ha sido durante mucho tiempo un paraíso fiscal. En la zona de 5000 habitantes hay varios grandes bancos como Hypo Kleinwalsertal, filial de Hypo Vorarlberg Bank , Dornbirner Sparkasse, Walser Privatbank o un casino propiedad de Casinos Austria. Incluso la  caja de ahorros alemana Sparkasse de Allgäu tenía una sucursal allí hasta 2016, contra la cual la fiscalía en Münster y Augsburgo investigó desde 2017. Las estimaciones asumen seis mil millones de euros en dinero negro alemán que estaba escondido en el Kleinwalsertal.